# Małgorzata Kawalska
Małgorzata Helena Kawalska, później Gryczuk i Cieśliczka (ur. 18 lutego 1952 w Łodzi) – polska wioślarka, medalistka mistrzostw Europy, olimpijka z Montrealu 1976.
W trakcie kariery sportowej (w latach 1969–1977) reprezentowała barwy AZS-AWF Warszawa. Wielokrotna (18) mistrzyni Polski w dwójce bez sternika, czwórce bez sternika, ósemkach.
Brązowa medalistka mistrzostw Europy z roku 1973 w czwórce ze sternikiem (partnerkami były: Anna Karbowiak, Bogusława Kozłowska, Barbara Wojciechowska, Maria Pełeszok (sterniczka)).
Uczestniczka mistrzostw Europy w:
- roku 1970, gdzie była członkiem osady ósemek, która zajęła 7. miejsce,
- roku 1971, gdzie wystartowała w czwórce ze sternikiem, zajmując 7. miejsce (partnerkami były: Wiesława Dąbała, Grażyna Dulla, Anna Karbowiak, Maria Pełeszok (sterniczka))
- roku 1972, gdzie wystartowała w czwórce ze sternikiem, zajmując 7. miejsce (skład osady był identyczny jak na mistrzostwach w roku 1971).

Uczestniczka mistrzostw świata w:
- roku 1974 w czwórce ze sternikiem, podczas których polska osada (partnerkami były: Anna Karbowiak, Bogusława Kozłowska, Barbara Wojciechowska, Maria Pełeszok (sternik)) zajęła 6. miejsce,
- roku 1975 w dwójce podwójnej (partnerką była Anna Karbowiak), zajmując 5. miejsce.

Na igrzyskach olimpijskich w 1976 roku w Montrealu wystartowała w dwójce bez sternika (partnerką była Anna Karbowiak). Polska osada zajęła 8. miejsce.